# جون ستين
جون ستين (بالإنجليزية: John Steen)‏ هو محامي أمريكي، ولد في 1949.